# Jaroslav Chocholáč
Jaroslav Chocholáč (* 1934) je bývalý československý basketbalista,  bronzový medailista z Mistrovství Evropy 1957.
V československé basketbalové lize hrál 11 sezón (1954-1965) za týmy Slavia VŠ Praha a Tatran / NH Ostrava, s nímž získal jedno třetí místo. 
Za československou basketbalovou reprezentaci hrál na Mistrovství Evropy 1957 v Sofii, Bulharsko (3. místo), kde získal bronzovou medaili. Za reprezentaci Československa v letech 1956 až 1958 hrál celkem 16 zápasů.

## Hráčská kariéra

### Hráč klubů
- 1954-1956 Slavia VŠ Praha - 2x 6. místo (1955, 1956)
- 1956-1961 Tatran Ostrava, 3. místo (1960), 5. místo (1957), 7. místo (1961), 2x 10. místo (1958, 1959)
- 1961-1965 NHKG Ostrava 2x 6. místo (1962, 1963), 8. místo (1964), 9. místo (1965)
- Československá basketbalová liga celkem 11 sezón (1953-1967) a jedno medailové umístění - 3. místo (1960)

### Hráč reprezentace Československa
- Mistrovství Evropy - 1957 Sofie (21 bodů /4 zápasů) 3. místo
- Za reprezentační družstvo Československa v letech 1956-1958 celkem 16 zápasů